# Modest Serra i Gonzàlez
Modest Serra i Gonzàlez (Barcelona, 26 de juliol del 1873 - 28 de setembre del 1962) va ser compositor, pianista i professor de música.

## Biografia
Modest Enric Eduard Serra i González va néixer a Barcelona, al carrer de Sant Antoni Abad, fill d'Eduard Serra, advocat, i de la seva esposa Josefa González, ambdós naturals de Barcelona. Estudià al Conservatori del Liceu i el 1895 s'hi titulà en piano. Tres anys abans, el 1892 havia començà a ensenyar al mateix conservatori; posteriorment hi obtingué la càtedra de piano i hi ensenyà fins al final dels anys 50. Un dels molts alumnes seus va ser el futur pianista i compositor d'anomenada Frederic Mompou.
Com a compositor fou autor de moltes peces per a piano, obres corals, simfonies, una rondalla i algunes sardanes.
El seu germà Pere Serra i Gonzàlez va ser també compositor i professor del conservatori del Liceu.

## Obres
- A la popular (1945), cançó catalana per a veu i piano
- A posta de sol, per a violoncel
- Arabesca, per a piano
- Aromas silvestres, per a piano a quatre mans (comprèn: Gavota, Canción de cuna, Sardana, Al despertar, Serenata, Pavana, Danza de niños, Minueto)
- Autómatas, per a piano
- Cançoneta, per a violí i piano
- Concierto en fa, per a dos pianos
- Concierto en la menor (1943), per a dos pianos
- El conte de tardor, visió musical (1906), amb lletra de Xavier Viura (formà part del cicle de Visions musicals de la Sala Mercè de Lluís Graner i Arrufí[5]
- Flores de España (1945), per a piano (comprèn Andalucía, Aragón, Morisca)
- Modestos pasatiempos, per a piano
- Murmullos (1945)
- Pastorel·la
- La pinteta d'or, visió musical en tres quadres per a teatre d'infants (1911), amb lletra de Manuel Marinel·lo
- Pluja menuda = Lluvia menuda, per a piano
- Rondó en sol major (1943), per a dos pianos
- Satán, vals
- Sonata per a piano i violoncel (1950)
- Sonata en mi bemoll, per a piano
- Sonata en mi menor, per a piano
- Sonata en re menor (1945), per a piano i violí
- Tarantela en mi menor (1945)

- Arranjament fàcil per a piano de L'Africana, una òpera de Giacomo Meyerbeer
- Harmonització per a cobla de La dansa de l'Espunyolet (1908)

### Sardanes
- Bell Montseny
- Cel blau
- Joventut (1907)
- Records de Montserrat (<1930)
- Somni d'or
- Vida

### Llibres
- Alegres pensamientos, colección de recreos fáciles para piano Barcelona: Boileau, s.a. (conté Pequeño preludio, Dulce ensueño, Peque, gavota, Danza de enanos, minué, El tio vivo, caballitos, Fugueta)
- Colección delicias del campo Madrid: Unión Musical Española, 1949 (conté Danza de patos, un paseo de tortuga, El conejito de mimbre, El vuelo de la mariposa, El sueño del mochuelo, El salto del sapo)